# ナージャ・サレルノ＝ソネンバーグ
ナージャ・サレルノ＝ソネンバーグ（Nadja Salerno-Sonnenberg、1961年1月10日 - ）は、ローマ生まれのヴァイオリン奏者。
5歳からアメリカ人の音楽教師である母からヴァイオリンを教えられる。8歳のとき、アメリカ合衆国に渡り、カーティス音楽院に入学し、イヴァン・ガラミアンに師事した後、ジュリアード音楽院のドロシー・ディレイに師事した。1981年、ウォルター・W・ナウムバーグ国際ヴァイオリン・コンクールで優勝。以後、本格的な演奏活動を行う。愛称は「ナージャ」。
1999年、エイヴリー・フィッシャー賞を受賞した。